# Terapus nigritus
Terapus nigritus är en skalbaggsart som beskrevs av Hinton 1934. Terapus nigritus ingår i släktet Terapus och familjen stumpbaggar. Inga underarter finns listade i Catalogue of Life.